# Bronica

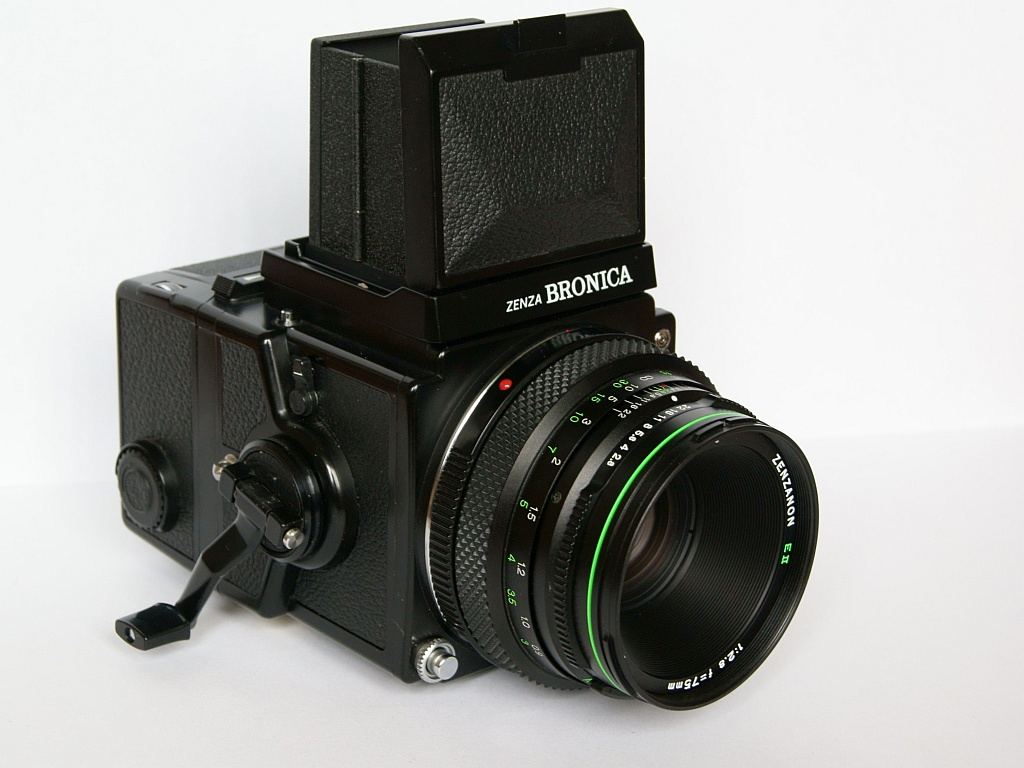
Zenza Bronica ETRS mit Zenzanon EII 75mm f2.8-Objektiv

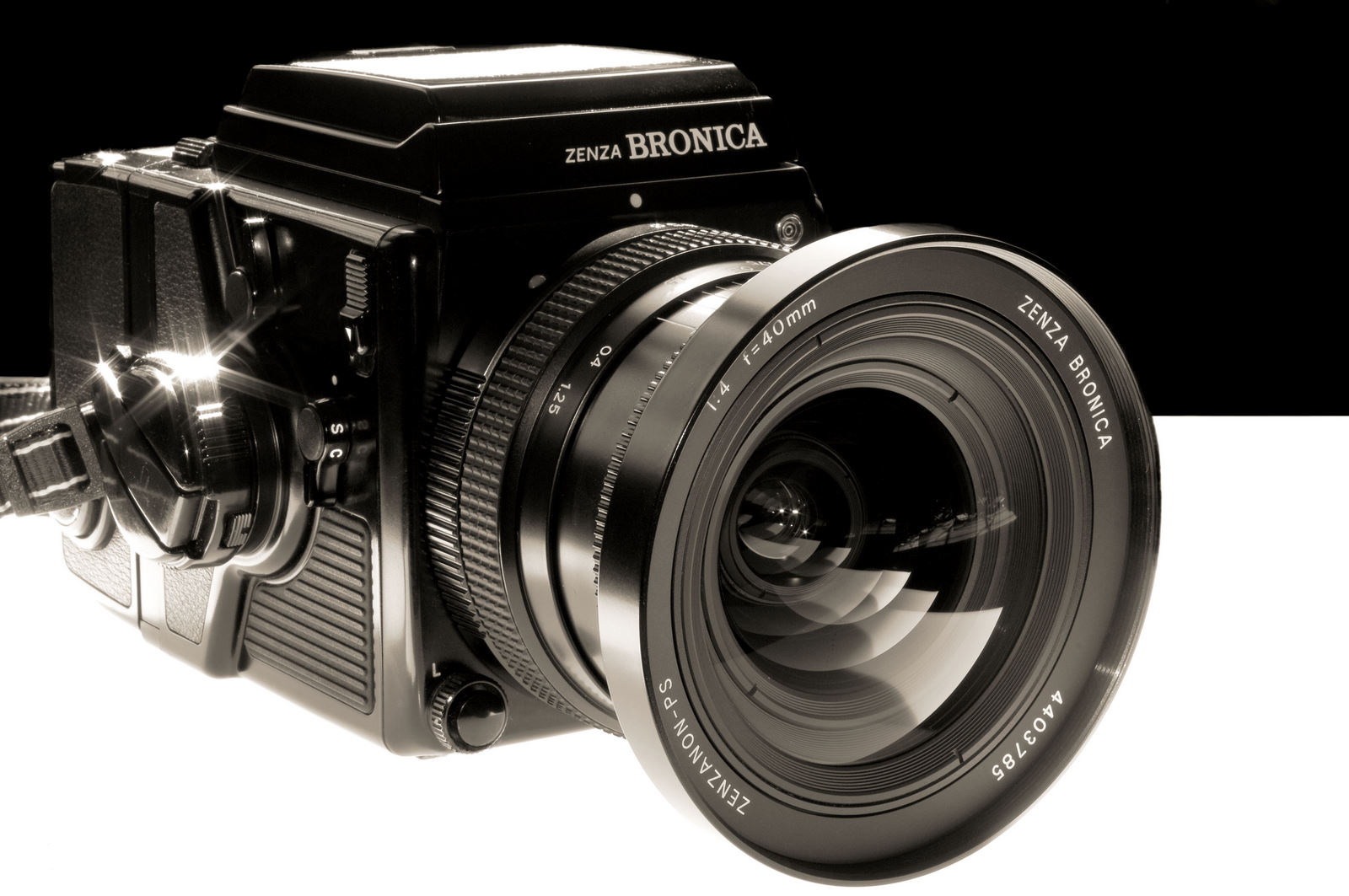
Zenza Bronica, Modell SQAi

Bronica war ein japanischer Hersteller von Mittelformat-Spiegelreflex- und Sucherkameras.
Das Unternehmen wurde 1958 durch Zenzaburo Yoshino gegründet. Der Name Bronica leitet sich dabei von der in den USA populären Brownie Camera ab, heißt es, seine Kameras nannte Zenzaburo Zenza Bronica.
Zenzaburo verstarb 1988. 1995 übernahm Objektivhersteller Tamron 95 Prozent des Kapitals der Bronica Co., Ltd., die Firma ging anschließend in Tamron auf. 
In den Jahren 2002 bis 2004 wurde die Herstellung der Spiegelreflexmodelle ETRSi, GS-1 und SQ-Ai eingestellt, bis Oktober 2005 stellte Tamron dann aufgrund des raschen Wandels zur Digitalfotografie die Produktion Mittelformat-Sucherkamera RF 645 und deren Zubehör ein, wobei der Service noch sieben Jahre aufrechterhalten wurde.